# Wikipedia în suedeză
Wikipedia în suedeză (în suedeză svenskspråkiga Wikipedia) este versiunea în limba suedeză a Wikipediei. În prezent, această ediție este pe locul 2, fiind depășită doar de Wikipedia în engleză. În august 2015 avea peste 1 980 000 de articole, cele mai multe create cu bot-ul Lsjbot.

## Galerie

Logoul pentru Wikipedia în suedeză: 500 000 de articole (septembrie 2012)
Logoul pentru Wikipedia în suedeză: 1 000 000 de articole  (iunie 2013)